# Уздоље
Уздоље је насељено мјесто на Косову пољу, у Далмацији. Припада општини Бискупија, у Шибенско-книнској жупанији, Република Хрватска. Према прелиминарним подацима са последњег пописа 2021. године у месту је живело 169 становника.

## Географија
Налази се око 12 км јужно од Книна.

## Историја
До територијалне реорганизације у Хрватској насеље се налазило у саставу бивше велике општине Книн. Уздоље се од распада Југославије до августа 1995. године налазило у Републици Српској Крајини. Током хрватске војне операције „Олуја“, 6. августа 1995. хрватске снаге су у Уздољу убиле 8 српских цивила старије доби. Убијени су били из породица Берић, Ћосић и Шаре.
Овде се налази црква Светог Ивана у Уздољу.

## Становништво
Према попису из 1991. године, Уздоље је имало 767 становника, од чега 766 Срба и 1 Хрвата. Према попису из 2001. године, насеље је имало 214 становника. На попису становништва 2011. године, Уздоље је имало 226 становника.
| Националност       | 1991. | 1981. | 1971. | 1961. |
| Срби               | 766   | 921   | 1.002 | 1.129 |
| Југословени        |       | 15    | 1     |       |
| Хрвати             | 1     |       | 4     | 1     |
| остали и непознато |       | 6     | 4     | 1     |
| Укупно             | 767   | 942   | 1.011 | 1.131 |

| Демографија | Демографија | Демографија |
| Година      | Становника  | Становника  |
| ----------- | ----------- | ----------- |
| 1961.       | 1.131       |             |
| 1971.       | 1.011       |             |
| 1981.       | 942         |             |
| 1991.       | 767         |             |
| 2001.       | 214         |             |
| 2011.       |             | 226         |

## Попис 1991.
На попису становништва 1991. године, насељено место Уздоље је имало 767 становника, следећег националног састава:
| Попис 1991.‍ | Попис 1991.‍ | Попис 1991.‍ | Попис 1991.‍ | Попис 1991.‍ |
| ----------- | ----------- | ----------- | ----------- | ----------- |
|             |             |             |             |             |
| Срби        | Срби        |             | 766         | 99,86%      |
| Хрвати      | Хрвати      |             | 1           | 0,13%       |
| укупно: 767 |             |             |             |             |

## Презимена
Презимена из Уздоља су:
| РБ  | Презиме    | Националност | Вероисповест | Крсна слава                        |
| --- | ---------- | ------------ | ------------ | ---------------------------------- |
| 1.  | Анђелић    | Срби         | Православни  | Свети Георгије                     |
| 2.  | Бабић      | Срби         | Православни  | Свети Никола                       |
| 3.  | Барић      | Срби         | Православни  | Свети Никола                       |
| 4.  | Берић      | Срби         | Православни  | Свети Никола                       |
| 5.  | Богдановић | Срби         | Православни  | Свети Јован Крститељ               |
| 6.  | Борјан     | Срби         | Православни  | Свети Георгије                     |
| 7.  | Грујић     | Срби         | Православни  | Свети Јован Крститељ               |
| 8.  | Грујо      | Срби         | Православни  | Свети Стеван                       |
| 9.  | Драгичевић | Срби         | Православни  | Свети Георгије                     |
| 10. | Ђорђевић   | Срби         | Православни  | Свети Георгије                     |
| 11. | Жмико      | Срби         | Православни  | Свети Георгије                     |
| 12. | Ињац       | Срби         | Православни  | Свети Василије                     |
| 13. | Јелић      | Срби         | Православни  | Часне вериге Светог апостола Петра |
| 14. | Јунга      | Срби         | Православни  | Свети Никола                       |
| 15. | Лекић      | Срби         | Православни  | Свети Георгије                     |
| 16. | Машић      | Срби         | Православни  | Свети Јован Крститељ               |
| 17. | Петко      | Срби         | Православни  | Свети Јован Крститељ               |
| 18. | Петровић   | Срби         | Православни  | Свети Георгије                     |
| 19. | Попратњак  | Срби         | Православни  | Свети Георгије                     |
| 20. | Пупић      | Срби         | Православни  | Свети Јован Крститељ               |
| 21. | Радић      | Срби         | Православни  | Свети Никола                       |
| 22. | Радуловић  | Срби         | Православни  | Свети Георгије                     |
| 23. | Тинтор     | Срби         | Православни  | Свети Никола                       |
| 24. | Трескавица | Срби         | Православни  | Свети Георгије                     |
| 25. | Ћосић      | Срби         | Православни  | Свети Стеван                       |
| 26. | Ченић      | Срби         | Православни  | Свети Јован Крститељ               |
| 27. | Шаре       | Срби         | Православни  | Свети Никола                       |